# ドラえもん のび太と未来ノート
『ドラえもん のび太と未来ノート』（どらえもん のびたとみらいノート）は、1994年に新エネルギー・産業技術総合開発機構で製作された、教材用ビデオ (OVA) である。この作品は自然エネルギーをテーマにしている。

## あらすじ
のび太たちは学校の研究グループである「自分たちの考えた未来」をのび太の部屋で書くことにする。
ドラえもんが出しっぱなしにしていた大量のひみつ道具を押入れにしまい込んだ後、宿題の内容をノートに書いた直後、ドラえもんが帰宅し、ドラえもんが出しっぱなしにしていた未来ノートに書いてしまったことを知る。未来ノートに書かれた未来は現実化することから、ドラえもんたちは念の為、その未来に向かう。その未来は人工太陽のドーム内が人類の唯一の生き場であり、外の世界は自然環境のない死の世界になり、人間の代理として、ロボット同士が石油などの資源を取り合っていた。
現代に戻り、未来ノートを何とかしようとするも未来が改変された影響でドラえもんがエネルギー切れになってしまい、恐竜時代に飛ばれた挙句、タイムマシンも消滅してしまった。のび太たちはドラえもんを復活させるべく、手元にある道具を使い、地熱発電、風力発電、太陽光発電を行っていき、ドラえもんは復活。携帯用時空間とりかえ機を使い、現代の押入れの中のひみつ道具を召喚し、襲ってきた恐竜たちを退けた後、携帯用時空間とりかえ機で現代に帰還。未来ノートをタイムふろしきで元に戻すのだった。

## ひみつ道具
- 未来ノート - 本作の主題となるひみつ道具。
- タイムマシン - 本作では未来が改変された影響で一時消滅した。
- ビッグライト - ドラえもんのポケットに唯一残っていた道具。即席の風力発電機を作るときやジャイアンがティラノサウルスと戦う際に使用される。エピローグではドラえもんがどら焼きを巨大化させるのに使用した。
- タケコプター - 本作ではバッテリー切れを起こした後、のび太がビッグライトで巨大化させて、即席の風力発電機としても使用している。
- 携帯用時空間とりかえ機 - 「時空間とりかえ機」の携帯版。ドラえもんの鈴の中に入っている。復活したドラえもんがのび太の部屋の押入れと入れ替える際に使用し、押し入れ内にしまわれていた様々なひみつ道具を使い、恐竜たちに対抗。戦い終えた後、紛失したタイムマシンの代わりにも使い、現代に帰還。
- タイムふろしき - 未来ノートの内容を消去する際に使用された。
- クローンリキッドごくう - ティラノザウルスと交戦中の巨大ジャイアンの分身を作り出す。
- 虫眼鏡 - 正確にはひみつ道具ではなく、ただの虫眼鏡。スネ夫がのび太の部屋で発見し、ドラえもんの道具と勘違いして持って行ってきた。巨大化したジャイアンがティラノサウルスと戦う際に武器として用い、ジャイアンの手元から離れた際には、太陽光発電として機能し、ドラえもんを完全復活させた。

## 登場人物
ドラえもん
四次元ポケットのメンテナンス中にミーちゃんについて行ってしまい、その間にのび太たちが未来ノートにそれぞれの未来を書いてしまう。
タイムマシンで様子を見に行き、未来が荒廃してしまったこと知り、未来ノートを元に戻そうとするが、未来が改変された影響で機能が停止し、のび太たちと共に恐竜時代に取り残されてしまう。現地において、地熱発電、風力発電、太陽光発電と様々な方法でエネルギーを補充し復活。紛失したタイムマシンに代わって携帯用時空間とりかえ機で現代に帰還し、未来ノートを元に戻す。
のび太
未来ノートに「石油などの資源が無償の世界」を描いてしまい、ドーム外の自然が破壊され、ロボットが残った資源を争奪する未来を作ってしまった。
ドラえもんのエネルギーを補給するべく、壊れたタケコプターを利用した風力発電を思いつくが、充電中にティラノサウルスに襲われ、タケコプターを壊されてしまう。
しずか
未来ノートに「人間同士の争いのない世界」を描いたことで、ロボット同士が代理戦争を行う未来を作ってしまった。
ドラえもんのエネルギーを補給するべく、温泉を利用した地熱発電を思いつくが、充電中に火山が噴火し、中断することになる。
スネ夫
未来ノートに「人間の代わりにロボットが働く世界」を描いたことで、ロボット同士が代理戦争を行う未来を作ってしまった。
のび太の虫眼鏡をひみつ道具と勘違いして持って来たが、それがドラえもんを太陽光発電で復活させる切り札となる。
ジャイアン
未来ノートに「24時間遊んだり、食べたりしてもいい未来」を描いたことで、ドーム内での生活を余儀なくされる未来を作ってしまった。
恐竜時代ではビッグライトで巨大化し、襲い来るティラノサウルスに立ち向かう。共に巨大化した虫眼鏡がドラえもんへの太陽光発電に使われることになる。
のび太のママ
物語終盤のみ登場。皆におやつを持ってくる。
ミーちゃん
物語序盤のみ登場。四次元ポケットをメンテナンス中のドラえもんとデートをする。

## 未来ノート
このノートに出来事を書くと、未来に本当に起こる恐ろしいひみつ道具。このノートにそれぞれの未来を書いてしまい、大変な事態になった。
類似した道具に、「あらかじめ日記」が存在する。

### それぞれの考えた未来
| 考案者     | 考えた未来                               | 結果                                    |
| ---------- | ---------------------------------------- | --------------------------------------- |
| 野比のび太 | 石油などの資源をタダにする。             | 資源の浪費                              |
| 剛田武     | 24時間遊んだり、食べたりしてもいい未来。 | 資源の浪費 （ドーム内での理想の暮らし） |
| 源静香     | 毎日仲良くお風呂。                       | 資源の浪費 （ドーム内での理想の暮らし） |
| 源静香     | 人間同士の争いのない世界。               | ロボット同士の代理戦争                  |
| 骨川スネ夫 | すべてロボットに仕事を任せる未来。       | ロボット同士の代理戦争                  |

これら未来が現実となった結果、資源を浪費し、環境が破壊され、地球は都市のあるドームを除く全てが死の大地と化してしまう。
人間同士の争いが無い事と、全てロボット任せと言う事により、ドームの外ではロボット達が残り少ない資源を取り合って戦争を繰り広げている。
ドームの中に存在する未来都市でのみ人間達は理想の暮らしを送っており、日照も人工太陽によって賄われている。

### 未来ノートの副産物
未来ノートによって改変された未来で登場した未来の施設やロボット。
ドーム
人類の遺された生存区域。
人工太陽
ドームの太陽の代わりをするための装置。
カメロボット
石油の争奪戦争をしていたロボットの一体。最期はカニロボットに機体を三つに切られ、爆発四散した。
サメロボット
背中に石油を積んでいた。光線を浴びてもびくともしない。
カニロボット
カメロボットとサメロボットを狙ったカニ型ロボット。ハサミから出る光線はどんなものでも真っ二つに切断する。

## キャスト
- ドラえもん - 大山のぶ代
- 野比のび太（のび太） - 小原乃梨子
- 源静香（しずか） - 野村道子
- 骨川スネ夫（スネ夫） - 肝付兼太
- 剛田武（ジャイアン） - たてかべ和也
- 野比玉子（のび太のママ） - 千々松幸子
- ミーちゃん - 渡辺久美子
- カメロボット - 坂東尚樹

## スタッフ
- 原作 - 藤子・F・不二雄
- 脚本 - 飯澤慎太郎
- 作画監督 - 富永貞義
- 美術監督 - 明石聖子
- 音楽 - 菊池俊輔
- 録音 - オーディオ・プランニング・ユー
- 演出 - 米谷良知
- 制作 - 旭通信社・小学館プロダクション・シンエイ動画
- 企画・発行 - 新エネルギー・産業技術総合開発機構（NEDO）

## 主題歌・挿入歌
- エンディングテーマ「ぼくドラえもん」
  - 唄 - 大山のぶ代・こおろぎ'73

- 挿入歌「ドラえもんのうた」
  - 唄 - 山野さと子

## 収録メディア
この作品は広報用・教材用ビデオとして制作されたため、長らく市販されていなかったが、ドラえもんアニメ25周年記念として刊行された雑誌「ぼく、ドラえもん」13号の付録DVD(OAD)に収録された。